# Liocranchia
Genre
Liocranchia est un genre de calmars de verre marins de la famille des Cranchiidae. De taille moyenne, ils possèdent un manteau long et fusiforme, effilé vers l'arrière, pouvant atteindre 25 cm de long. 

## Description
Les espèces de Liocranchia se caractérisent par deux rangées de tubercules cartilagineux partant de chaque fusion entonnoir-manteau, qui divergent l'une de l'autre sur toute leur longueur. Chaque entonnoir possède une valve et un très grand coussinet ventral. Les tentacules présentent des tétons et des coussinets disposés en deux séries sur les deux tiers distaux du pédoncule. Chez les paralarves, les yeux ne sont pas fixés sur un pédoncule. Les nageoires fusionnent en arrière du glaive et présentent une forme presque circulaire. Chaque œil présente un certain nombre de photophores ovales, variant selon l'espèce : quatre chez L. valdiviae et quatorze chez L. reinhardti. On trouve également des photophores à l'extrémité des bras III chez les femelles adultes ou subadultes. Les mâles portent des ventouses sur deux rangées au milieu du bras IV, droit ou gauche, hectocotylé.

## Répartition et habitat
Les espèces du genre Liocranchia ont une répartition cosmopolite dans les océans tropicaux et subtropicaux, bien qu'il ait été suggéré qu'une espèce, Liocranchia reinhardti, soit associée aux continents. Au large d'Hawaï, L. reinhardti effectue des migrations verticales, tandis que L. valdiviae vit en eaux profondes et est sédentaire.
Comme la plupart des Cranchiidae, les paralarves se rencontrent dans les eaux peu profondes de la zone épipélagique. Les individus de plus grande taille descendent à des profondeurs plus importantes dans les zones mésopélagique et bathypélagique, atteignant des profondeurs de plus de 1 200 m.

## Biologie
Ces calmars sont consommés par de nombreux prédateurs océaniques.

## Liste des espèces
Selon World Register of Marine Species (14 juillet 2025) :
- Liocranchia reinhardti (Steenstrup, 1856)
- Liocranchia valdiviae Chun, 1910

Auxquelles s'ajoutent l'espèce Liocranchia gardineri Robson, 1921 considérée comme un taxon inquirendum (d) nécessitant des études complémentaires pour déterminer s'il s'agit d'une espèce valide ou d'un synonyme.

## Systématique
Le nom valide complet (avec auteur) de ce taxon est Liocranchia Pfeffer, 1884,.
Liocranchia a pour synonymes :
- Cranchia (Liocranchia) Pfeffer, 1884[3]
- Fusocranchia Joubin, 1920[3],[1]

### Publication originale
- (de) Georg Pfeffer, « Die Cephalopoden des Hamburger Naturhistorischen Museums », Abhandlungen aus dem Gebiete der Naturwissenschaften, Hambourg, Inconnu, vol. 8,‎ 1884, p. 1-30 (ISSN 0933-9337, OCLC 5113286, lire en ligne).